# Aleksa Ilić
Aleksa Ilić (Nikšić, 17 de setembro de 1996) é um basquetebolista profissional montenegrino que atualmente joga pelo Budućnost VOLI Podgorica pela Erste Liga, EuroCopa e ABA Liga. O atleta possui 2,04m de estatura, atuando na posição ala.

## Estatísticas

### EuroCopa
| Ano      | Equipe    | PJ | PT | AP   | 3P | LL   | RT | AS | BR | TO |
| -------- | --------- | -- | -- | ---- | -- | ---- | -- | -- | -- | -- |
| 2015-16  | Budućnost | 5  | 2  | 100  | 0  | 0    | 5  | 0  | 0  | 3  |
| 2016-17  | Budućnost | 4  | 6  | 40   | 0  | 50   | 5  | 2  | 3  | 3  |
| 2017-18  | Budućnost | 2  | 4  | 33.3 | 0  | 100  | 5  | 1  | 0  | 1  |
| Carreira | totais    | 11 | 12 | 44.4 | 0  | 66.7 | 15 | 3  | 3  | 7  |